# Олейников, Виктор Степанович

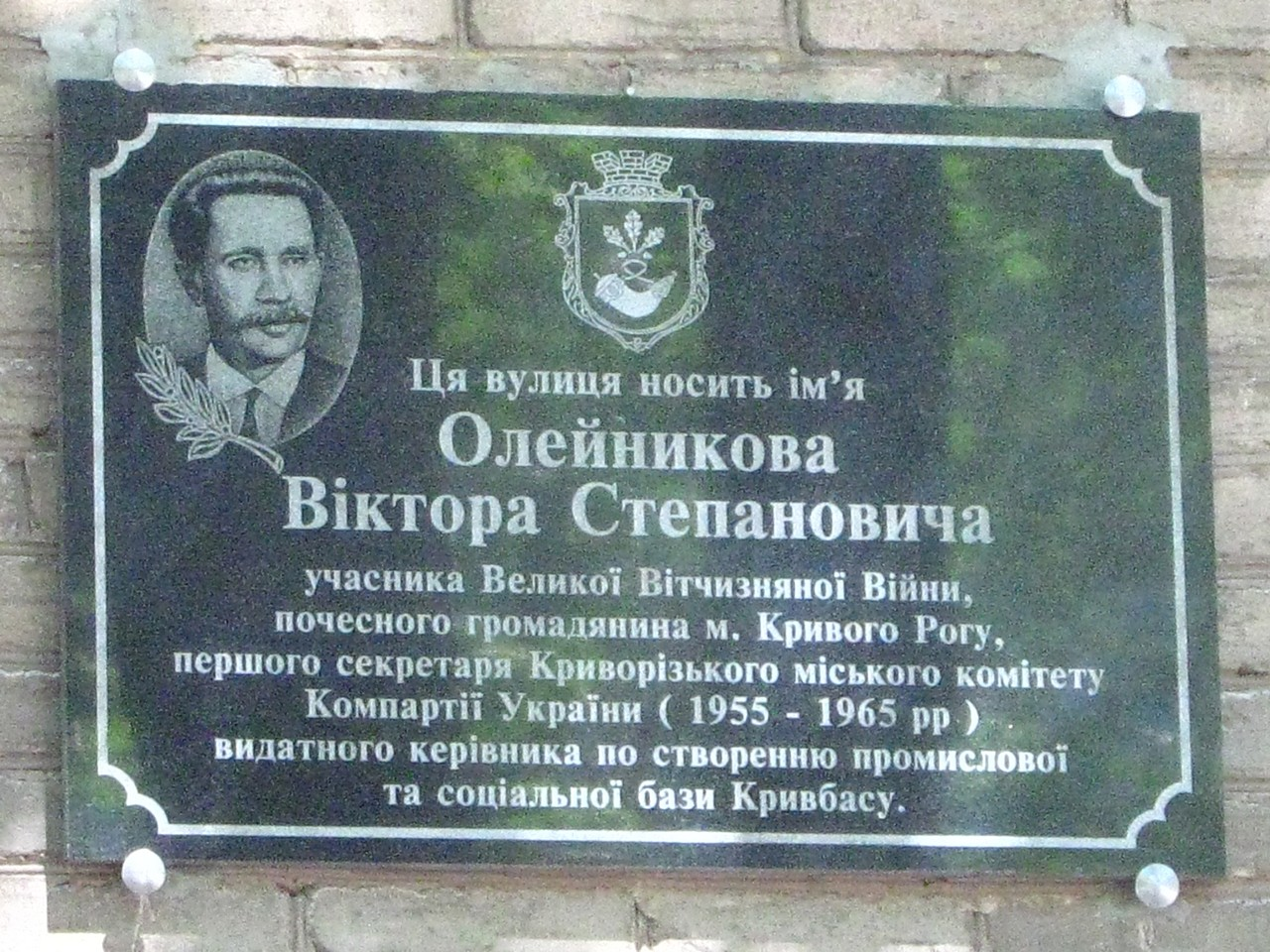
Памятная доска улицы Олейникова в Кривом Роге

Олейников Виктор Степанович (9 марта 1915, Славянск — 6 апреля 1985, Днепропетровск) — советский государственный и партийный деятель, 1-й секретарь Криворожского городского комитета КПУ. Депутат Верховного Совета СССР 5—6-го созывов. Кандидат в члены ЦК КПУ в 1956—1960 годах. Член ЦК КПУ в 1960—1966 годах.

## Биография
Виктор Олейников родился 9 марта 1915 года в Славянске в семье служащего.
С 1932 года начинает трудовой путь, работает аппаратчиком на Славянском содовом заводе. В 1939 году окончил Днепропетровский горный институт по специальности горного инженера. В период с июля 1939 по июнь 1941 года — маркшейдер, старший маркшейдер шахты «Коммунар» рудоуправления им. Ф. Э. Дзержинского в Кривом Роге. Член ВКП(б) c 1944 года.
Участник Великой Отечественной войны с июня 1941 года, майор. В ряды Красной армии призван Дзержинским РВК. Служил командиром артиллерийского взвода, командиром батареи, 1-м помощником начальника штаба 122-й отдельной гаубичной артиллерийской бригады большой мощности Южного, Волховского, Калининского, Северо-Западного и 1-го Белорусского фронтов. В 1946 году был демобилизован, возвратился в Кривой Рог.

### Трудовой путь
- 1946—1950 — старший маркшейдер, технический руководитель шахт «Коммунар» и «Гигант» в Кривом Роге;
- 1950—1953 — главный инженер шахты «Гигант»;
- 1953—1955 — управляющий рудоуправления «Ингулец», управляющий рудоуправления им. Ф. Э. Дзержинского;
- 1955—1965 — Первый секретарь Криворожского городского комитета Компартии Украины;
- 1965—1973 — секретарь Днепропетровского областного комитета Компартии Украины;
- 1973—1978 — заместитель министра чёрной металлургии УССР по работе с кадрами.

Вышел на пенсию, жил в Днепропетровске. Умер 6 апреля 1985 года, похоронен на Запорожском кладбище Днепропетровска.

## Память
В 1975—2016 годах именем Виктора Олейникова была названа улица в Кривом Роге.

## Награды
- 1944, 1 мая — Медаль «За оборону Москвы»[3];
- 1944, 24 июля — Орден Красной Звезды;
- 1944, 1 октября — Орден Отечественной войны 2-й ст.;
- 1945, 23 марта — Орден Отечественной войны 1-й ст.[4];
- 1945, 29 мая — Орден Отечественной войны 1-й ст.;
- 1945, 20 октября — Медаль «За взятие Берлина»[5];
- 1945, 31 октября — Медаль «За победу над Германией в Великой Отечественной войне 1941—1945 гг.»[6];
- 1961 — орден Ленина;
- 1965 — Почётная грамота Президиума Верховного Совета УССР;
- 1966 — орден Ленина;
- 1975, 25 марта — Почётный гражданин Кривого Рога;
- Почётная грамота Президиума Верховного Совета УССР;
- Орден Трудового Красного Знамени;
- Орден Александра Невского;
- Заслуженный шахтёр Украинской ССР;
- медали.